# سبنسر كوكس
سبنسر كوكس (بالإنجليزية: Spencer Cox)‏ هو محامي وشخصية أعمال وسياسي أمريكي، ولد في 11 يوليو 1975 في ماونت بليزانت في الولايات المتحدة. حزبياً، نشط في الحزب الجمهوري. وقد انتخب عضو مجلس نواب ولاية يوتا.

## وصلات خارجية
- الموقع الرسمي